# Jamie Stanton
Pour les articles homonymes, voir Stanton.
Jamie Stanton est un skieur handisport américain, né le 16 juin 1994.

## Palmarès

### Jeux paralympiques
| Épreuve / Édition | Sotchi 2014 | Pyeongchang 2018 |
| ----------------- | ----------- | ---------------- |
| Descente          | -           | -                |
| Super-G           | 6e          | 17e              |
| Slalom géant      | DNS         | 14e              |
| Slalom            | 22e         | Bronze           |
| Super combiné     | 13e         | 4e               |